# إمارة رويس
رويس (بالألمانية: Reuß) اسم لعدة دول تاريخية تقع في ولاية تورنغن الحالية، ألمانيا. أطلق حكامها آل رويس على كل أبنائهم الذكور اسم هاينريش بعد نهاية القرن الثاني عشر تكريماً لهنري السادس، الإمبراطور الروماني المقدس (1190-1197)، الذي أعاروه ملكيتي فايدا وغيرا. حمل رئيس كل فرع من العائلة لقب أمير الألماني (Fürst) كما فعل أبناءهم.